# 2025-2026シーズンのNBA
2025-2026シーズンのNBAは、NBAの80回目のシーズンである。レギュラーシーズンは2025年10月21日に始まり、2026年4月に終了する予定。シーズン中のNBAカップトーナメントは、2025年11月と12月に第3回が開催される予定。2026年のNBAオールスターゲームは2026年2月15日にカリフォルニア州イングルウッドのインテュイット・ドームで開催予定である。

## 移籍

### 引退選手
- 2025年6月29日、ボヤン・ボグダノビッチは足の怪我が再発したことを理由に引退を発表した。10年間のNBAキャリアで6チームでプレーした[4]。

### フリーエージェント
NBAフリーエージェントの交渉は2025年6月30日より開始され、モラトリアム期間終了後、7月6日から期限までに契約が交わされる。

### ヘッドコーチの交代
| チーム                   | 2024–25シーズン             | 2025–26シーズン      |
| オフシーズン             | オフシーズン                | オフシーズン         |
| ------------------------ | --------------------------- | -------------------- |
| デンバー・ナゲッツ       | テビッド・アデルマン (暫定) | テビッド・アデルマン |
| メンフィス・グリズリーズ | トゥオマス・イーサロ (暫定) | トゥオマス・イーサロ |
| ニューヨーク・ニックス   | トム・シボドー              |                      |
| フェニックス・サンズ     | マイク・ブーデンホルツァー  | ジョーダン・オット   |
| サクラメント・キングス   | ダグ・クリスティ (暫定)     | ダグ・クリスティ     |
| サンアントニオ・スパーズ | グレッグ・ポポヴィッチ      | ミッチ・ジョンソン   |

## プレシーズン

### 国内中立地試合
| 日付     | 対戦チーム                                          | アリーナ              | 開催場所                          | 参照 | 勝利チーム |
| -------- | --------------------------------------------------- | --------------------- | --------------------------------- | ---- | ---------- |
| 10月3日  | フェニックス・サンズ vs. ロサンゼルス・レイカーズ   | アクリシュア アリーナ | パームデザート (カリフォルニア州) |      |            |
| 10月15日 | ダラス・マーベリックス vs. ロサンゼルス・レイカーズ | T-モバイル・アリーナ  | パラダイス (ネバダ州)             |      |            |

### 国際試合
| 日付     | 対戦チーム                                                              | アリーナ                   | 開催場所                 | 参照  |
| -------- | ----------------------------------------------------------------------- | -------------------------- | ------------------------ | ----- |
| 10月2日  | ニューヨーク・ニックス vs. フィラデルフィア・76ers                      | エティハド・アリーナ       | アブダビ市               | [ 5 ] |
| 10月3日  | ニューオーリンズ・ペリカンズ vs. メルボルン・ユナイテッド               | ロッド・レーバー・アリーナ | ビクトリア州メルボルン   | [ 6 ] |
| 10月4日  | ニューヨーク・ニックス vs. フィラデルフィア・76ers                      | エティハド・アリーナ       | アブダビ市               | [ 5 ] |
| 10月5日  | ニューオーリンズ・ペリカンズ vs. サウスイーストメルボルン・フェニックス | ロッド・レーバー・アリーナ | ・ビクトリア州メルボルン | [ 6 ] |
| 10月10日 | ブルックリン・ネッツ vs. フェニックス・サンズ                           | コタイ・アリーナ           | マカオ                   | [ 7 ] |
| 10月12日 | ブルックリン・ネッツ vs. フェニックス・サンズ                           | コタイ・アリーナ           | マカオ                   | [ 7 ] |

## レギュラーシーズン

### 国際試合
| 日付                          | 対戦チーム                                       | アリーナ                      | 開催場所                      | 参照                          | 勝利チーム |
| NBAメキシコシティ・ゲーム2025 | NBAメキシコシティ・ゲーム2025                    | NBAメキシコシティ・ゲーム2025 | NBAメキシコシティ・ゲーム2025 | NBAメキシコシティ・ゲーム2025 |            |
| ----------------------------- | ------------------------------------------------ | ----------------------------- | ----------------------------- | ----------------------------- | ---------- |
| 11月1日                       | デトロイト・ピストンズ vs ダラス・マーベリックス | メキシコシティ・アリーナ      | メキシコシティ                | [ 8 ]                         |            |

## メディア
Amazonプライム・ビデオでは、レギュラーシーズン中のフライデーナイトゲーム、NFLシーズン終了後のサーズデーナイトフットボールから引き継いだサーズデーナイトゲーム、土曜午後の一部のゲームを含む、レギュラーシーズン最大66試合のストリーミング配信する。また、NBAカップのノックアウトラウンドの全試合も配信される。

## 主な出来事
- フィラデルフィア・76ersの本拠地であるウェルズ・ファーゴ・センターは、エクスフィニティ（英語版）との新たな命名権契約に基づき、2025年9月1日にエクスフィニティ・モバイル・アリーナに改名される[11]。
- オーランド・マジックは新しいロゴとユニフォームを発表した[12]。